# Gobernación de Minsk
La gobernación de Minsk (en ruso: Минская губерния, Minskaia gubernia) era una gobernación del Imperio ruso, su capital era Minsk. 

## Historia
La gobernación de Minsk fue creada en 1793 a partir de los territorios adquiridos durante los repartos de Polonia. La gobernación existió hasta 1921.

## Geografía
La gobernación de Minsk cubría una superficie de 91 407 km². Se dividía en las uyezds : Babruisk, Borísov, Igumen, Minsk, Mazyr, Novohrudak, Pinsk, Retchitsa y Slutsk.
Limitaba con las gobernaciones de Vítebsk, Maguilov, Chernígov, Kiev, Volinia, Grodno y Vilna.

## Población
Después del censo de 1897, la gobernación de Minsk comprendía 2 147 621 habitantes, de los cuales 1 633 091 eran bielorrusios, 343 466 judíos, 83 999 rusos, 64 617 polacos y 10 069 ucranianos,  además de pequeños grupos de tártaros, alemanes y letones.